# Kåbdalis
Kåbdalis (lulesamisch Goabddális) ist ein Småort in der schwedischen Provinz Norrbottens län und der historischen Provinz Lappland in der Gemeinde Jokkmokk.
Der nächstgelegene Tätort ist das fünfundvierzig Kilometer südöstlich gelegene und über 500 Einwohner zählende Vidsel. Seit 1961 hat Kåbdalis eine eigene Kapelle, während die Kirchgemeinde ihren Sitz in Jokkmokk hat. Kåbdalis ist bekannt für seine sehr guten Wintersportbedingungen. Die FIS führt am Berg Goabddálisvárre jährlich Rennen im alpinen Slalom und Riesenslalom durch.
Die Inlandsbahn führt durch Kåbdalis. In den Sommermonaten gibt es Zugverbindungen von dem kleinen Bahnhof nach Östersund und Gällivare. Im Winterhalbjahr gibt es lediglich Personenverkehr in der Zeit des Wintermarktes in Jokkmokk. Durch den Ort führt auch die Europastraße 45.
Kåbdalis liegt am See Goabddálisjåvrre.
Bahnhof Kåbdalis
Am 26. September 1936 wurde in Kåbdalis durch den damaligen Generaldirektor der schwedischen Staatsbahn (SJ) der letzte Schwellennagel eingeschlagen und das – für lange Zeit letzte – große Eisenbahnprojekt in Schweden stand damit kurz vor der Vollendung. Ein knappes Jahr später, am 7. August 1937, wurde der reguläre Bahnverkehr zwischen Arvidsjaur und Jokkmokk aufgenommen. Die Bahnanlagen waren als Haltestelle mit einem kurzen Ladegleis (107 m) angelegt. Neben dem Stationsgebäude wurde ein zweigleisiger Draisinenschuppen für die Bahnmeisterei gebaut.
Erst 1961 – wahrscheinlich im Zusammenhang mit der Einstellung des Güterverkehrs zwischen Jokkmokk und Kåbdalis am 22. Mai 1961 – wurde Kåbdalis zum Bahnhof erhoben und mit zwei elektrischen Einfahrsignalen ausgerüstet. Um 2010 wurde der Draisinenschuppen abgerissen und das Bahnhofsgebäude verkauft. Für die Betriebseisenbahner wurde in der Nähe des Denkmals ein kleines Dienstgebäude errichtet, an dem nun auch das Schlüsselwerk angebracht wurde.

## Galerie

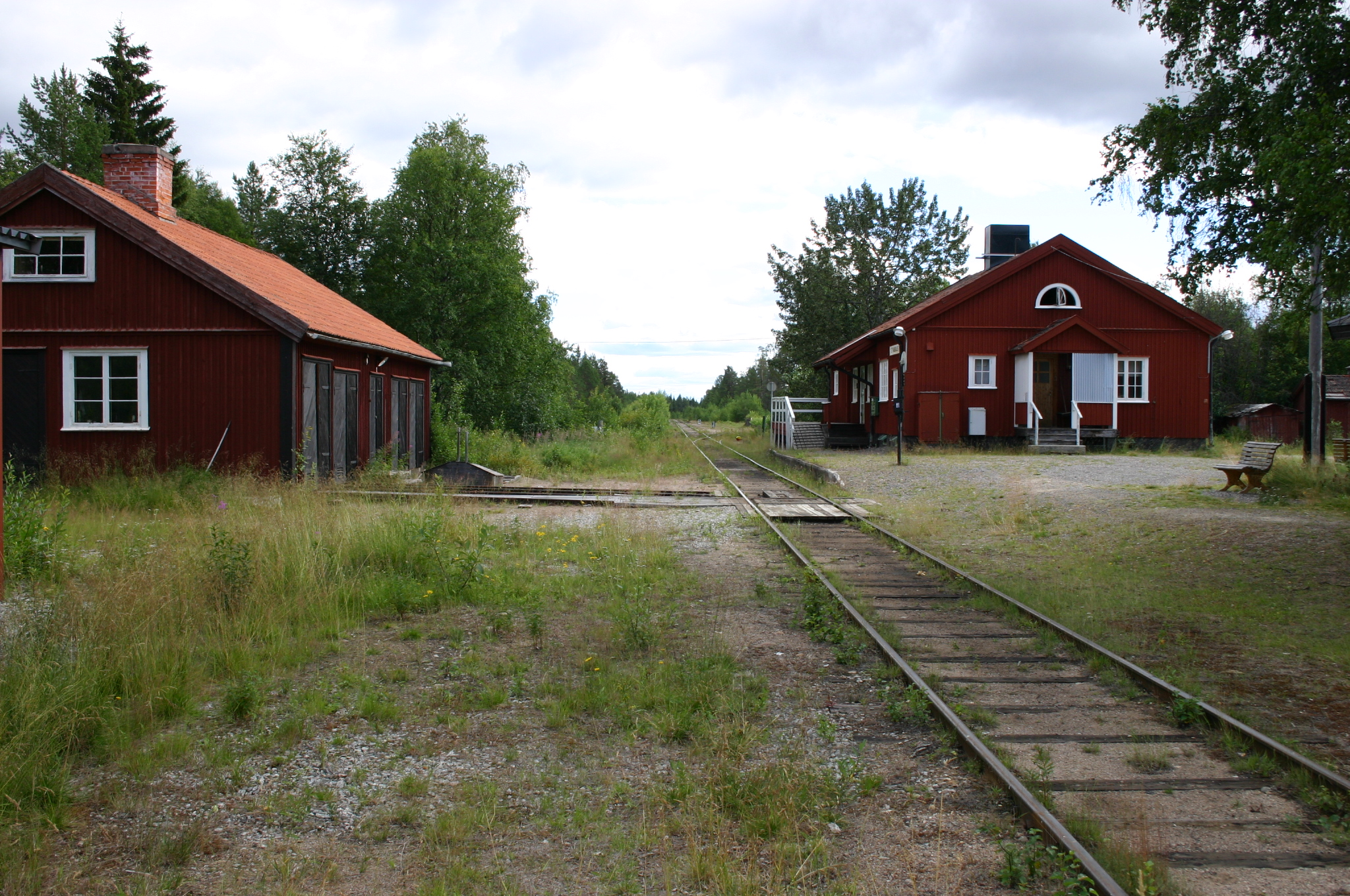
Der Bahnhof 2004
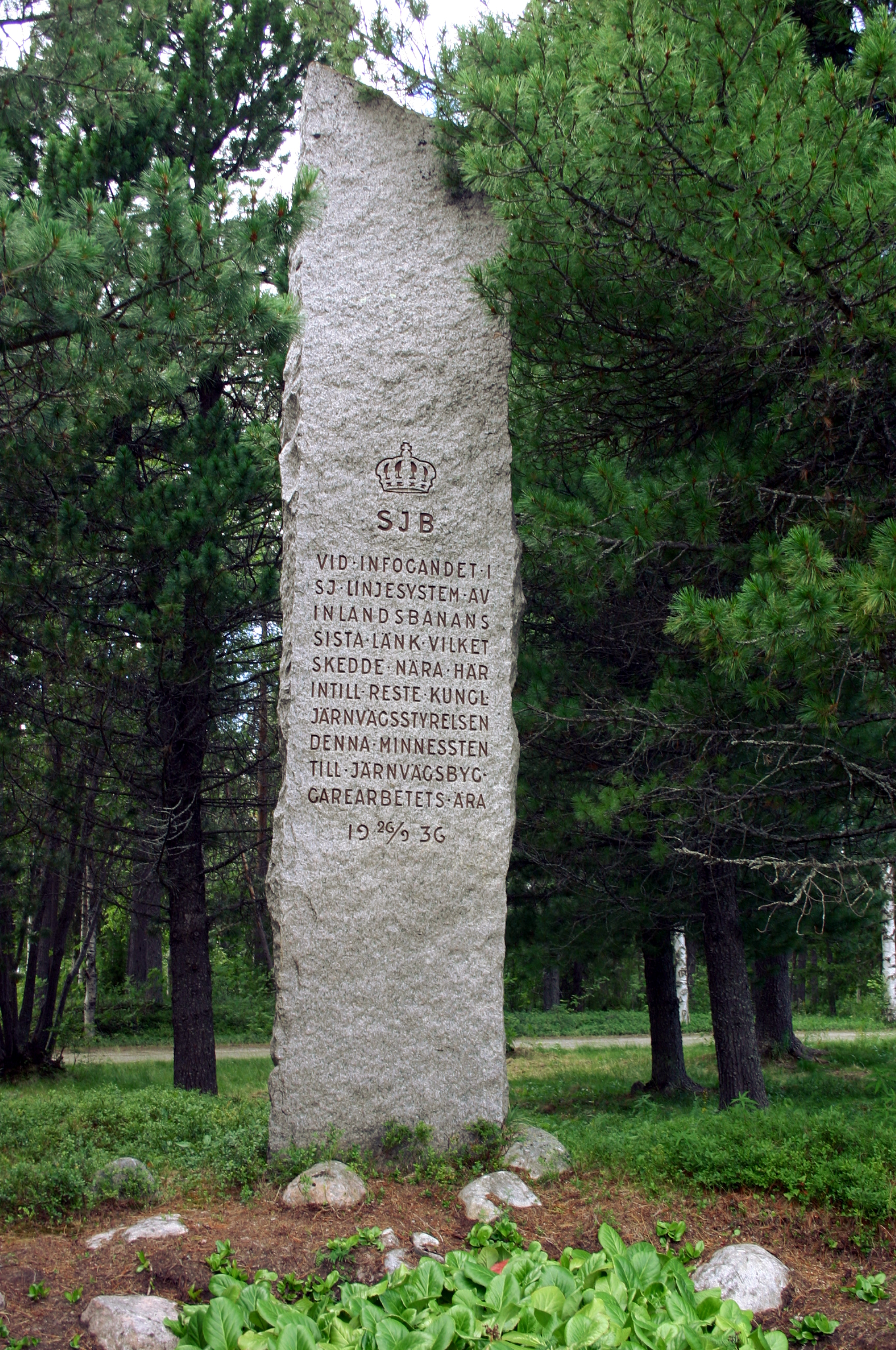
Gedenkstein von 1937
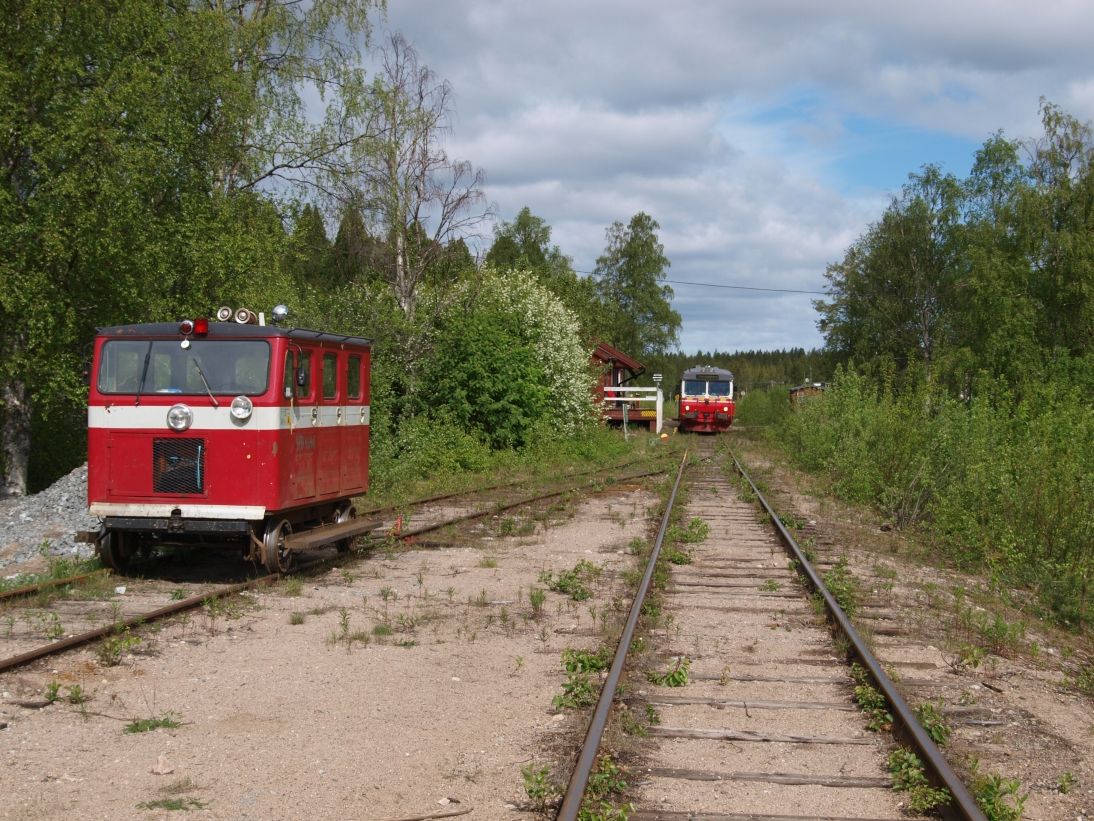
Kreuzung im Bahnhof
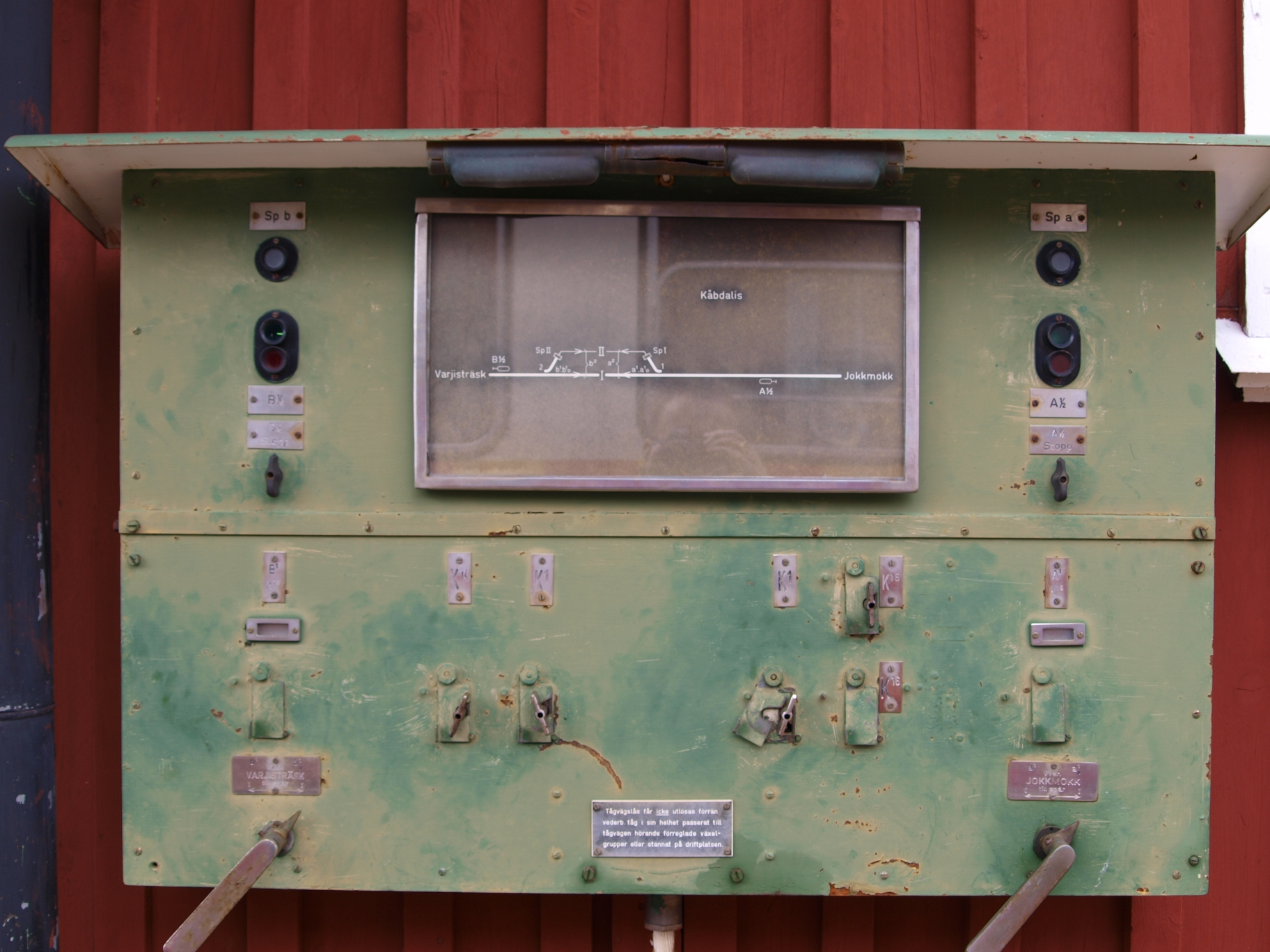
Schlüsselwerk des Bahnhofs
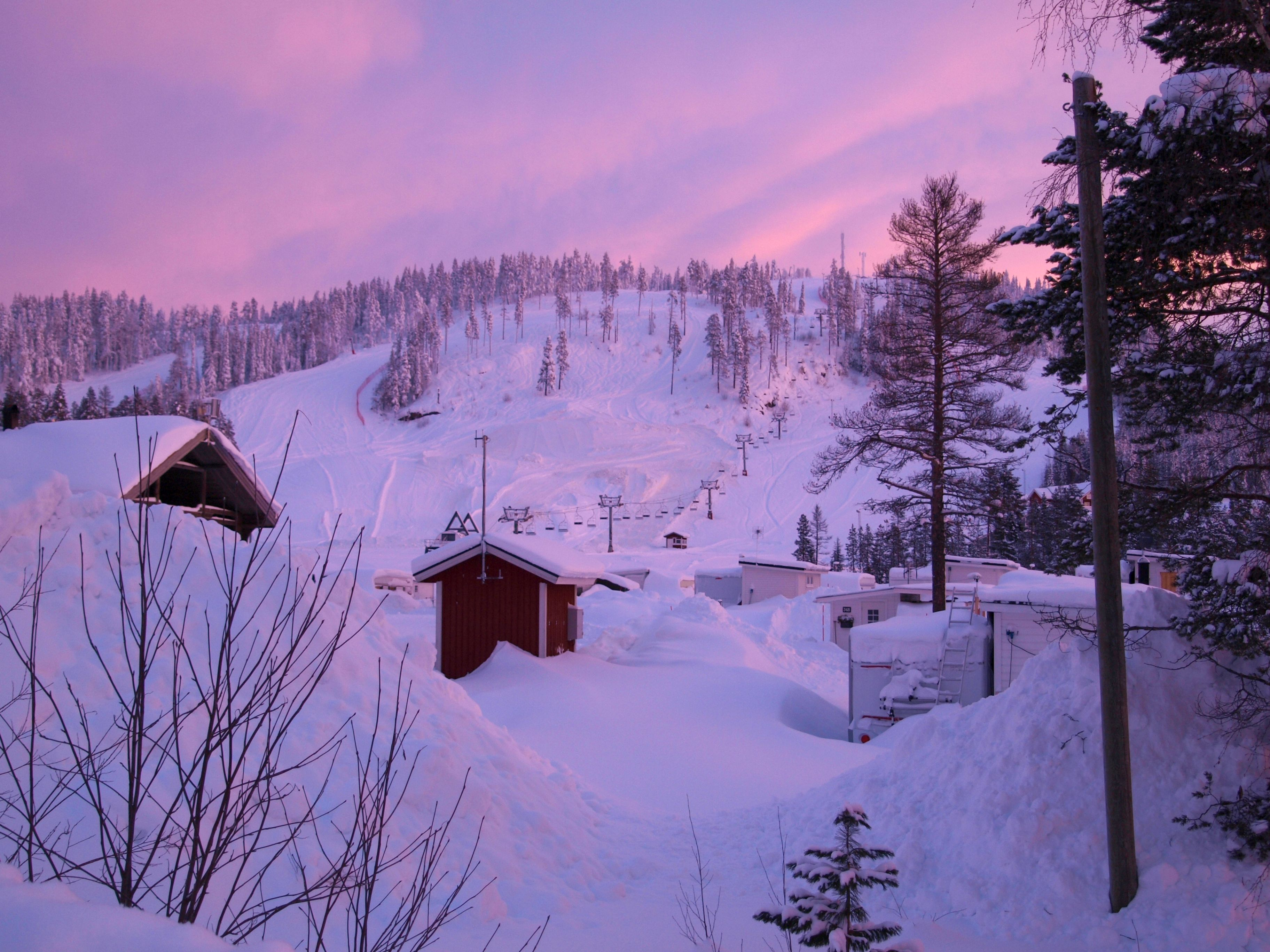
Skihang vom Bahnhof her gesehen